# Dolmen de Betlem
El Dolmen de Betlem o hemidolmen de Sant Andreu es troba a Fonollosa (Bages), inclòs a l'Inventari del Patrimoni Arqueològic i Paleontològic de Catalunya.
Així s'anomenava a les pedres que es podien veure d'una torre de contrapès de premsa de vi medieval descoberta l'any 2019, en el jaciment arqueològic del Pla de Mallorca. El fet d'estar cobert en part amb terra, les roques que sobresortien donaven una aparença de dolmen.

Estava format per una pila de 3 pedres a una banda i una altra pila de 2 pedres a l'altra banda, i fa 1 m d'alt per 1 m d'ample. No tenia les típiques dues lloses verticals, una a cada costat, que són habituals en la majoria de dolmens. Estava cobert per una llosa horitzontal d'1,85 metres de longitud, per 0,85 d'amplada i 0,35 de gruix mitjà. A darrere hi havia una llosa posterior, que tanca la cara nord i fa també de suport de la llosa horitzontal.

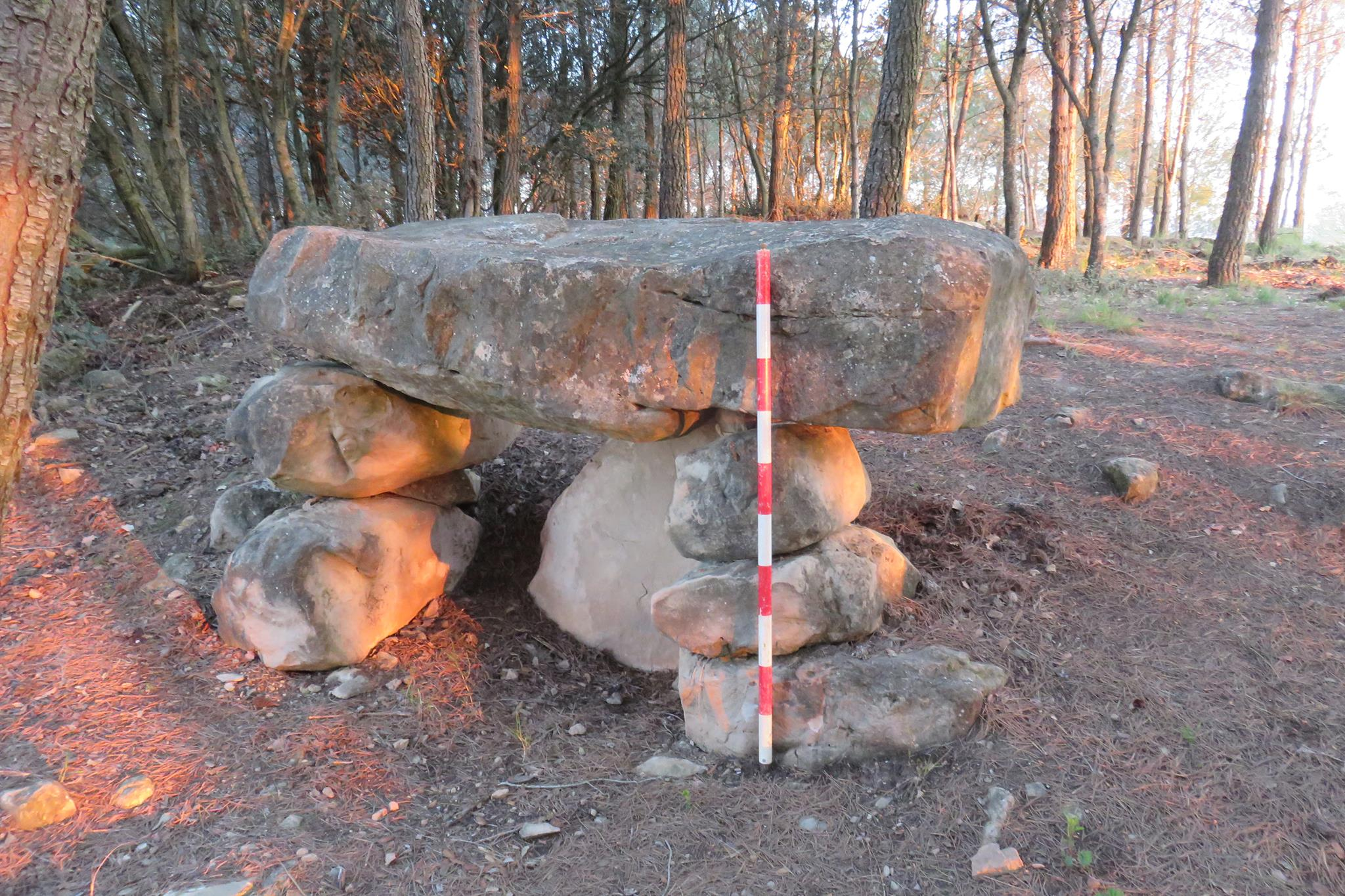
Dolmen de Betlem, tal com es coneixia abans de les excavacions arqueològiques.
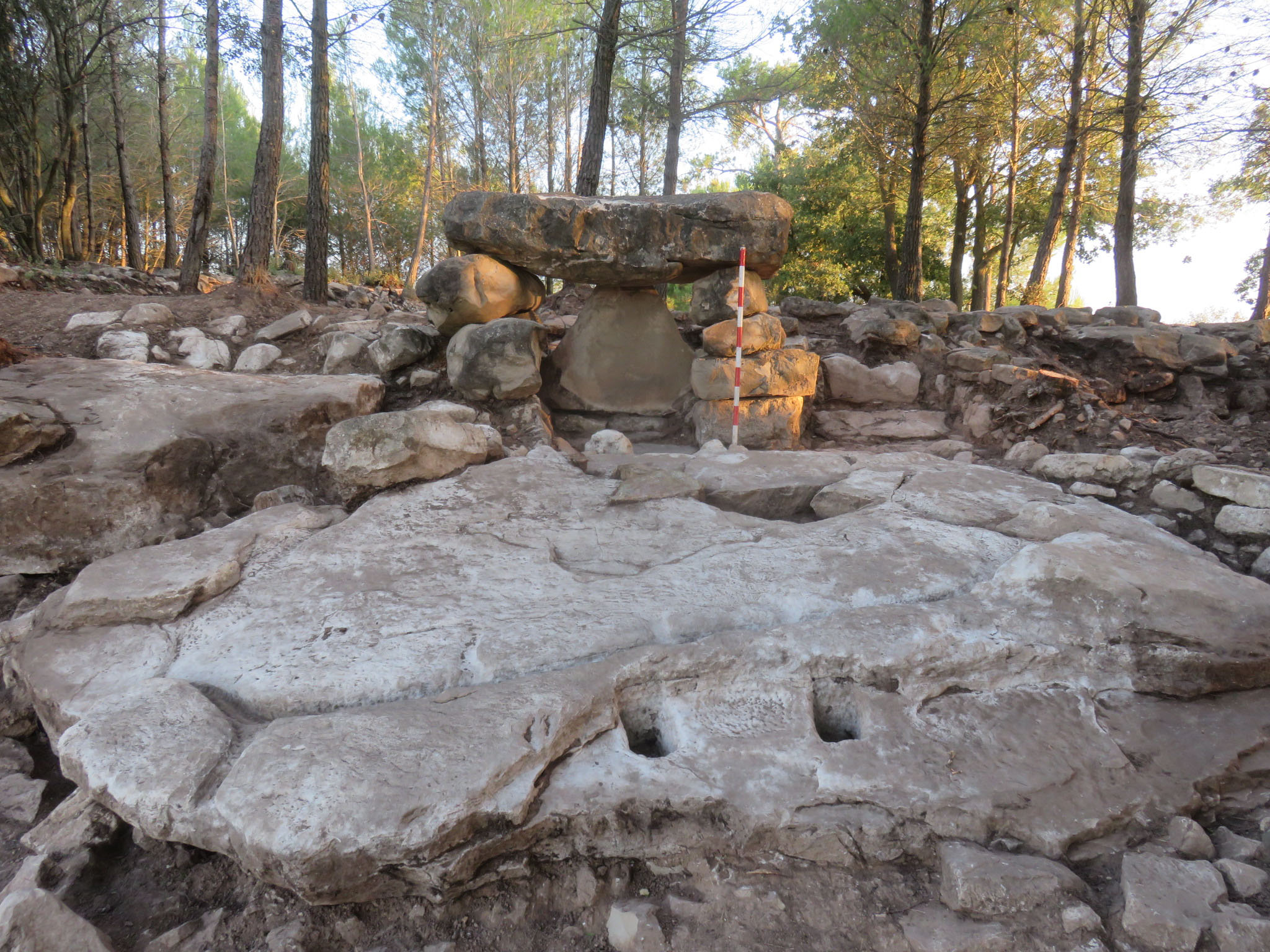
Premsa medieval de vi descoberta el 2019 al jaciment arqueològic del Pla de Mallorca

## Localització
Està situat en un petit bosquet dins d'una zona de camps de conreu, en una elevació al costat del camí que va de la casa de Sant Andreu a la casa de Betlem, a uns 300 m de Betlem i a 700 m de Sant Andreu, dins el terme municipal de Fonollosa (Bages). Al costat d'una bassa natural on antigament els veïns de Betlem hi rentaven la roba. Mira cap al sud. És un lloc des d'on hi ha una bona vista dels camps dels voltants, i si no fos pels arbres d'aquest bosquet la vista seria encara més generosa. Al costat hi ha una taula i uns bancs de pedra fets en temps recents. Està relativament a prop del dolmen de Castelltallat i de les tombes antropomòrfiques de Camps. En el registre del patrimoni arqueològic de la Generalitat de Catalunya figurava inscrit des de l'any 1999 com a Hemidolmen de S.Andreu.

## Descobriment
El 4 de juliol de l'any 1994 va haver-hi uns grans incendis en les comarques del Bages i el Berguedà, van durar 4 dies i van cremar moltes extensions de boscos i camps de zones que no es recordava que mai haguessin estat cremades, com va ser aquest indret que va quedar totalment afectat. Era un petit bosquet amb arbres molt alts, on durant la tardor s'anava a buscar bolets i a l'estiu a menjar en una taula de pedra.
Uns dies després de l'incendi, la Rosa Ragués, de la casa de Betlem, passejant per aquest lloc entre el paisatge carbonitzat, va veure unes pedres que ressaltaven de la resta. Les dues piles de pedres coronades per una gran llosa a sobre, que no podien ser cap formació natural i ho va relacionar amb un dolmen. Es va donar a conèixer a les cases veïnes, al propietari d'aquell terreny (Casa el Prat) i fins i tot a un equip d'arqueòlegs que per aquelles dates estaven treballant en la restauració del castell de Sant Mateu de Bages. Els arqueòlegs van afirmar que efectivament es tractava d'un dolmen i que per aquells voltants podia haver-hi hagut un poblat ibèric.

## Records
En Josep de Betlem recorda que durant molts anys ja eren conegudes aquestes pedres i que el forat central del domen s'havia utilitzat per posar arnes d'abelles.
A finals dels anys 50 hi havia un cercle de pedra seca darrere el dolmen, d'uns 60 cm d'alçada i que feia un cercle complet. Estava situat en una elevació del terreny d'uns 50 cm per sobre el nivell del dolmen. Els pastors van aprofitar-lo com a tancat per les ovelles i als migdies dels mesos d'estiu es tancava el ramat d'ovelles per estalviar el viatge de retorn cap a la masia de Sant Andreu. L'entrar i sortir de les ovelles del cercle va anar provocant la gradual desaparició d'aquest cercle de pedres. Actualment es pot veure una gran quantitat de pedres a la part baixa del turó.
Quan es va descobrir el dolmen després de l'incendi, de seguida es va veure que la llosa posterior estava desplaçada cap a dins del dolmen. Era a causa d'un gran pi, que a mesura que va anar creixent va anar desplaçant la llosa. Quan uns dies després es van tallar i retirar els arbres cremats, la llosa horitzontal de la coberta va caure. En aquest moment, si no s'hagués fet res, el dolmen hauria desaparegut. Però els veïns de les cases de Betlem, Sant Andreu i Cal Piu, es van posar d'acord per tornar a col·locar la llosa caiguda al seu lloc, tal com estava abans. I la llosa posterior es va enretirar, per compensar l'efecte que va produir el creixement de l'arbre.
La taula de pedra amb bancs, que hi havia darrera del dolmen, era dels anys 70. La van fer els antics propietaris, de la masia de Sant Andreu, per organitzar alguna cargolada i berenar a l'estiu. Els va cridar l'atenció l'ombra que donaven els grans pins que hi havia en aquest bosquet. Es deia que aquests pins havien crescut tan alts gràcies als excrements de les ovelles que durant anys s'havien tancat dins el cercle de pedra. Amb l'incendi del 1994 la taula es va trencar i poc després es va arreglar aprofitant les mateixes pedres i reduint-ne la mida. L'any 2018 la taula i els bancs es van desplaçar a un extrem per no fer nosa a les excavacions arqueològiques.

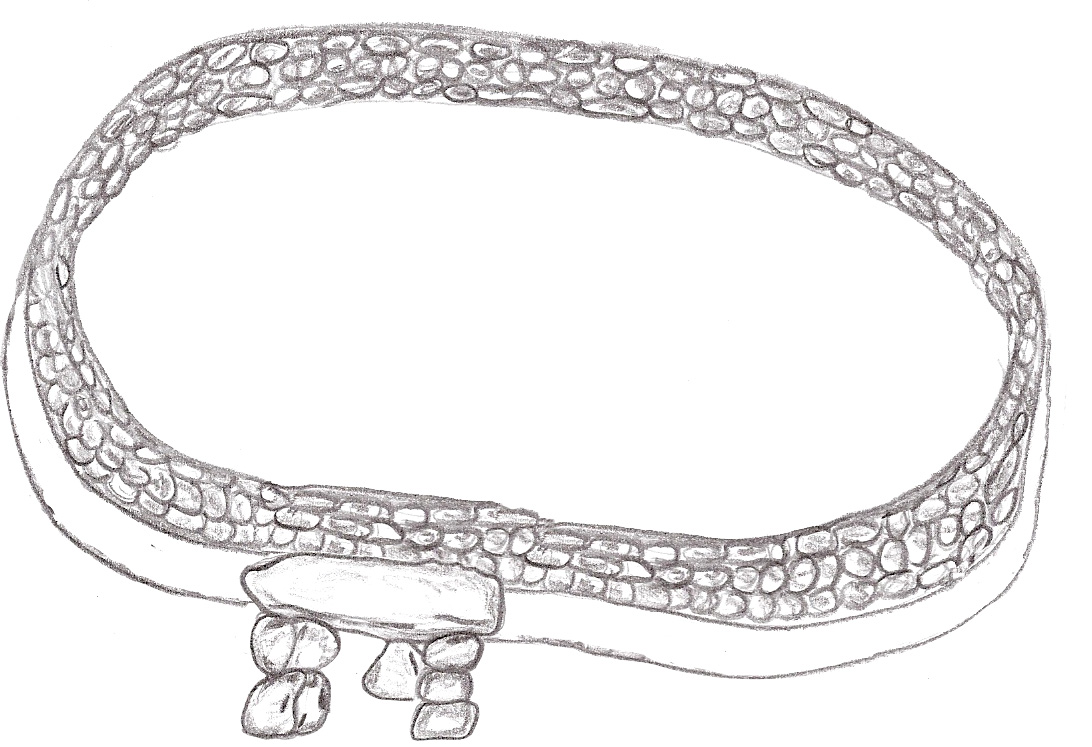
Cercle de pedra.
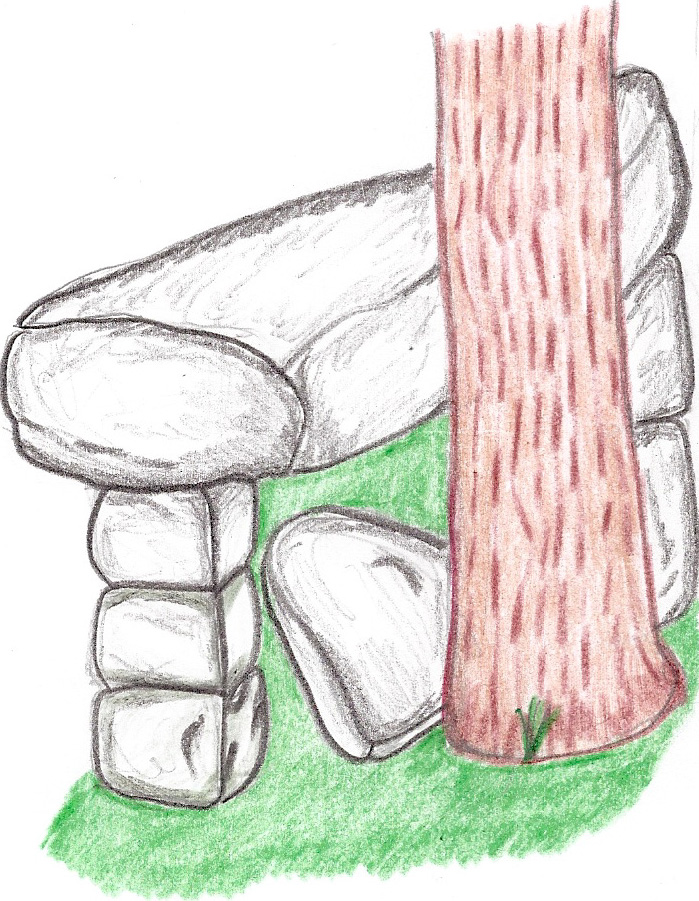
Un gran pi desplaça la llosa posterior.
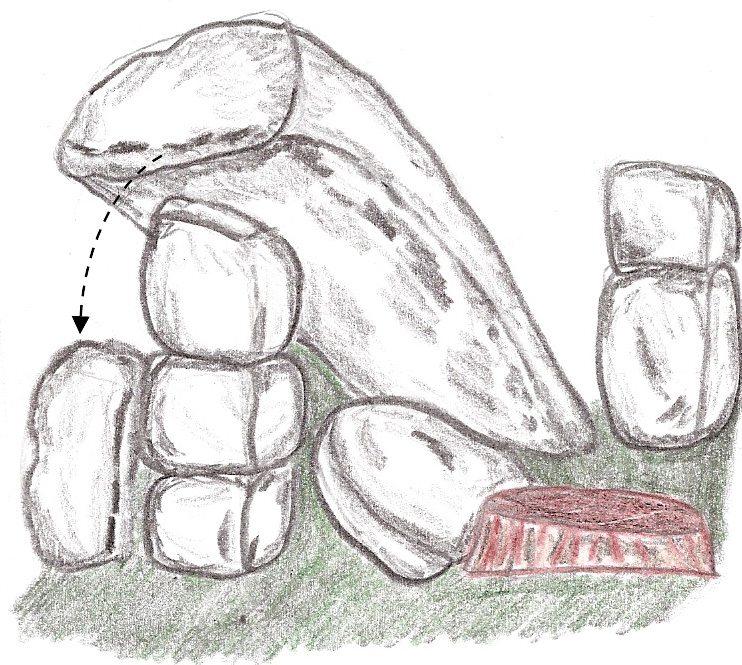
La llosa horitzontal cau.

## Època
És creia que era un megàlit del Neolític o de l'edat del bronze, entre el 4000 aC i el 1500 aC. La funció coneguda dels dolmens era funerària, servien de sepulcre col·lectiu pels habitants de la zona. En excavacions efectuades en altres dolmens del país s'han trobat restes òssies humanes, anells, collarets, ganivets de sílex, fragments de ceràmica i en general objectes que es podien haver enterrat conjuntament amb els difunts.